# Exogone longiantennata
Exogone longiantennata är en ringmaskart som beskrevs av Hartmann-Schröder 1980. Exogone longiantennata ingår i släktet Exogone och familjen Syllidae. Inga underarter finns listade i Catalogue of Life.